# Johnny D
Johnny D (eigentl. Johannes Debese; * 20. Jahrhundert) ist ein deutscher House/Techno-DJ und Musikproduzent aus Mannheim.

## Leben
Johnny D ist ein Sohn eritreischer Flüchtlinge und wurde bereits als Teenager durch die Mannheimer Szene geprägt. Er veröffentlichte u. a. bei den Mannheimer Labels Oslo, 8Bit und Cécille.
Festivalauftritte hatte Johnny D beim Time Warp, Stuttgart Electronic Music Festival und I Love Techno.

## Diskografie (Auswahl)

### Singles & EPs
- 2007: Walkman
- 2007: Manipulation
- 2008: Orbitalife
- 2008: Soleil EP
- 2009: Point of No Return
- 2010: Blues Shoes
- 2010: Love Or Leave Me
- 2015: Believer EP
- 2016: Par-T And

### DJ-Mixe
- 2008: Disco Invaders – Cocoon Ibiza Summer Mix (mit Chris Tietjen, Reboot)